# Otto Siebert

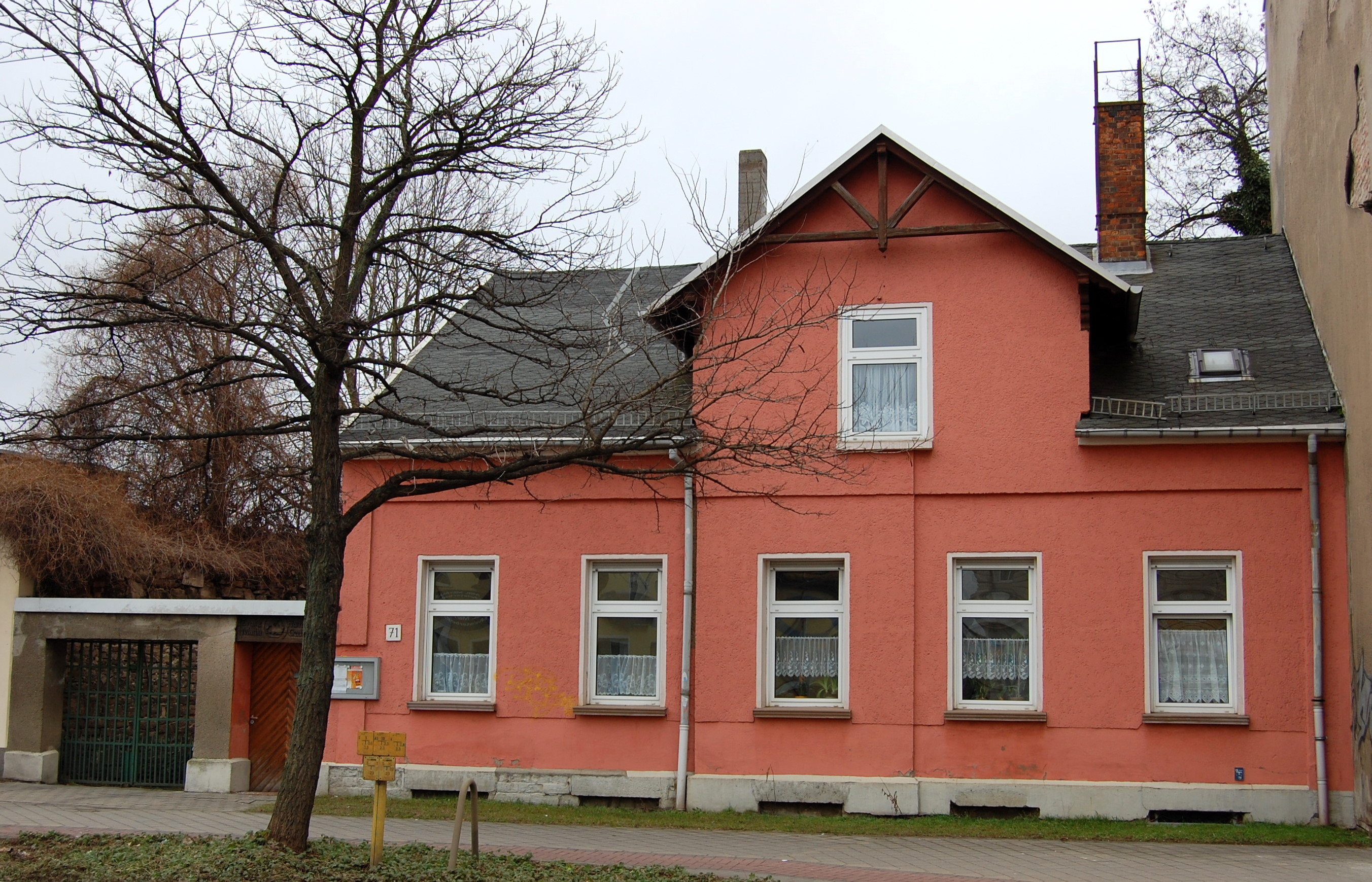
Sieberts Wohnhaus, Alt Fermersleben 71, Aufnahme 2011

Karl Otto Siebert (* 4. Juli 1869 in Magdeburg-Sudenburg; † 27. Januar 1963 in Magdeburg-Fermersleben) war ein deutscher evangelischer Theologe, Philosoph und Schriftsteller.

## Leben
Siebert wurde als Sohn des Lehrers Wilhelm Siebert geboren. Seine Mutter war Emilie Raute. Er besuchte das Realgymnasium Magdeburg, das Pädagogium des Klosters Unser Lieben Frauen und das Wilhelm-Gymnasium Magdeburgs. Von 1889 bis 1892 studierte er an der Universität Halle und promovierte zum Dr. phil.
Er wurde am 31. März 1897 ordiniert und war dann von 1897 bis 1903 als Hilfsprediger an der Kirche des Dorfes Fermersleben tätig. 1903 wurde er Pfarrer der Gemeinde und blieb dies bis zu seiner Pensionierung am 1. September 1946. In dieser Zeit und auch später als Pensionär lebte er im Haus der Fermersleber Kirchengemeinde Alt Fermersleben 71.
Er wandte sich, auf einem christlichen Standpunkt stehend, insbesondere gegen die Lehren Friedrich Nietzsches. Er bezeichnete 1902 die Ansichten Nietzsches als "Wahnsinn eines wahnsinnigen Menschen" über die die Wissenschaft "längst zur Tagesordnung" übergegangen sei. An anderer Stelle umschrieb er Nietzsches Philosophie als "eine glänzende Schale, aber ein nichtiger Inhalt". Auch dem Darwinismus stand er ablehnend gegenüber. 1905 führte er aus, dass man beginne unter Festhaltung an einer teleologischen Entwicklungslehre über die Darwinschen Prinzipien zur Tagesordnung überzugehen. Er galt als Anhänger Rudolf Euckens.

## Werke
- Die Metaphysik u. Ethik des Pseudodionysius Areopagita, 1894
- Geschichte der neueren deutschen Philosophie seit Hegel, 1898
- Anthropologie und Religion in ihrem Verhältnis zu einander, 1902
- Friedrich Nietzsches "Der Wille zur Macht, Versuch einer Umwertung aller Werte." In: Deutsch-evangelische Blätter, Jahrgang 27, Halle 1902, Seite 149–170
- Einiges über den neuesten Nietzscheband. In: Kirchliche Wochenschrift für evangelische Christen Nummer 43 vom 24. Oktober 1902, Spalten 678–682
- Friedrich Nietzsche und sein letztes veröffentlichtes Werk. In: Deutsche Monatsschrift für das gesamte Leben der Gegenwart, Jahrgang 2, Berlin 1902/1903, Seite 868–874
- Entwicklungsgeschichte des Menschengeschlechts, 1903
- Rudolf Euckens Welt- und Lebensanschauungen, 1904
- Der Mensch in seiner Beziehung auf ein göttliches Prinzip, 1904
- Abriß der Geschichte der Philosophie, 1905
- Die Religionsphilosophie in Deutschland, 1906
- Arthur Schopenhauer. Sein philosophisches System nach dem Hauptwerk "Die Welt als Wille und Vorstellung" vorgeführt., Stuttgart 1906
- Das Wiedererstarken des religiösen Lebens, 1906
- R. Eucken u. das Problem der Kultur, 1907
- Die Weltanschauung Friedrich Nietzsches. In: Pädagogische Warte